# 토마 (치즈)
토마 치즈(이탈리아어: Toma)는 반경질(semi-hard) 혹은 연질(soft) 치즈로 우유로 만든다. 아오스타 계곡 일대와 이탈리아 북부인 피에몬테주에서 주로 생산되는 지역 특산품이다. 토마 치즈는 생산 지역에 따라 차이가 나지만 프랑스의 토메 치즈와 비슷하다.
이름을 피에몬테 토마라 부르는 것은 유럽연합의 원산지 명칭 보호를 받고 있으며, 이에 따라 토마 피에몬테세(이탈리아어: Toma piemontese)라는 명칭을 사용하기도 한다. 다른 종류인 토마 디 그레소니(이탈리아어: Toma di Gressoney)는 그레소니 지역에서 생산되는 것으로 원산지 명칭 보호 대상이다. 보통 지방 함유량은 45-52%이다.